# Niagara Falls Thunder
Niagara Falls Thunder war eine kanadische Eishockeymannschaft aus Niagara Falls, Ontario. Das Team spielte von 1988 bis 1996 in einer der drei höchsten kanadischen Junioren-Eishockeyligen, der Ontario Hockey League (OHL).

## Geschichte
Die Hamilton Steelhawks wurden 1988 von Hamilton, Ontario, nach Niagara Falls, Ontario, umgesiedelt und in Niagara Falls Thunder umbenannt. Bereits in ihrer ersten Spielzeit erreichte die Mannschaft das Finale um den J. Ross Robertson Cup, in dem sie den Peterborough Petes mit 2:4 Siegen unterlagen. An diesen Erfolg konnte das Team zunächst anknüpfen und erreichte drei Mal in Folge das Playoff-Halbfinale. Anschließend kam Niagara Falls jedoch nicht mehr über das Playoff-Viertelfinale hinaus und verpasste in der Saison 1993/94 gar die Playoffs.
Nach acht Jahren wurde das Franchise 1996 in das US-amerikanische Erie, Pennsylvania, umgesiedelt, wo es seitdem unter dem Namen Erie Otters in der OHL aktiv ist.

## Ehemalige Spieler
Folgende Spieler, die für Niagara Falls Thunder aktiv waren, spielten im Laufe ihrer Karriere in der National Hockey League: 
- Jason Bonsignore
- Brandon Convery
- Greg de Vries
- Stan Drulia
- Bryan Fogarty
- Paul Laus
- Mark Lawrence
- Jamie Leach
- Manny Legace
- Brad May
- Shawn McCosh
- Jay McKee
- Ethan Moreau
- Keith Osborne
- Jeff Paul
- Scott Pearson
- Keith Primeau
- John Purves
- Mike Rosati
- Todd Simon
- Steve Staios
- Dennis Vial
- Jason Ward

## Team-Rekorde

### Karriererekorde
Spiele: 249  Jeff Johnstone
Tore: 121  Ethan Moreau
Assists: 171  Ethan Moreau
Punkte: 292   Ethan Moreau
Strafminuten: 620  Brad May